# Cinquième district congressionnel du Michigan
Le 5e district congressionnel du Michigan est un district situé dans la péninsule inférieure du Michigan. Il comprend la totalité des comtés de Branch, Cass, Hillsdale, Jackson, Lenawee, Monroe (à l'exception de la ville de Milan) et St. Joseph, le sud du Comté de Berrien, la majeure partie du Comté de Calhoun et l'extrême sud du Comté de Kalamazoo. Le district est représenté par le Républicain Tim Walberg.
De 1873 à 1993, le 5e était basé dans la région de Grand Rapids, dans l'ouest du Michigan. Son membre le plus notable était Gerald Ford, devenu en 1974 le 38e Président des États-Unis après la démission de Richard Nixon, au plus fort du Scandale du Watergate.
En 1993, ce quartier est devenu essentiellement le 3e district, tandis que le 5e a été redessiné pour englober Bay City, Saginaw et Thumb, le noyau de l'ancien 8e district. Après le recensement de 2000, ce district a été étendu à Flint, auparavant noyau du 9e district. Il est cependant géographiquement et démographiquement le successeur du 9e.

## Géographie
| #   | Comté      | Siège       | Population |
| --- | ---------- | ----------- | ---------- |
| 21  | Berrien    | St. Joseph  | 152 261    |
| 23  | Branch     | Coldwater   | 45 215     |
| 25  | Calhoun    | Marshall    | 133 366    |
| 27  | Cass       | Cassopolis  | 51 642     |
| 59  | Hillsdale  | Hillsdale   | 45 587     |
| 75  | Jackson    | Jackson     | 159 424    |
| 77  | Kalamazoo  | Kalamazoo   | 262 215    |
| 91  | Lenawee    | Adrian      | 97 520     |
| 115 | Monroe     | Monroe      | 155 045    |
| 149 | St. Joseph | Centreville | 60 878     |

### Villes, townships, villages et CDP de 10 000 personnes
- Bedford Township – 31 813
  - Lambertville – 10 433
  - Temperance – 9188
- Jackson – 31 309
- Blackman Charter Township – 25 642
- Summit Township – 22 920
  - Vandercook Lake – 4579
- Frenchtown Charter Township – 21 609
- Adrian – 20 645
- Monroe – 20 462
- Lincoln Charter Township – 14 929
- Niles Charter Township – 14 417
- Monroe Charter Township – 14 391
  - South Monroe – 6468
  - West Monroe – 3227
- Leoni Township – 13 847
  - Michigan Center – 4609
- Coldwater – 13 822
- Niles – 11 988
- Sturgis – 11 082

### Villes de 2500 à 10 000 personnes
- Berlin Charter Township – 9890
- Oronoko Charter Township – 9226
- Schoolcraft Township – 9183
  - Vicksburg (en partie) – 3706
- Tecumseh – 8680
- Spring Arbor Township – 8530
  - Spring Arbor (village) – 2916
- Madison Charter Township – 8439
- Dundee Township – 8145
  - Dundee (village) – 5323
- Hillsdale – 8036
- Three Rivers – 7973
- Raisin Charter Township – 7900
- Ash Township – 7860
- Albion – 7700
- Columbia Township – 7392
- Ontwa Township – 6904
- Marshall – 6822
- Napoleon Township – 6789
- Adrian Charter Township – 6401
- Howard Township – 6275
- Grass Lake Charter Township – 6069
- Raisinville Township – 5903
- Cambridge Township – 5722
- Dowagiac – 5721
- Royalton Township – 5141
- Berrien Township – 4868
- Ida Township – 4783
- Rives Township – 4750
- Henrietta Township – 4673
- La Salle Township – 4639
- Whiteford Township – 4590
- Somerset Township – 4532
- Brady Township – 4445
  - Vicksburg (en partie) – 3706
- Buchanan – 4300
- Erie Township – 4299
- Quincy Township – 4108
- Constantine Township – 4037
- Exeter Township – 3927
- Sandstone Charter Township – 3927
- Blissfield Township – 3924
  - Blissfield (village) (en partie) – 3277
- LaGrange Township – 3787
- Clinton Township – 3765
  - Clinton (village) – 2517
- White Pigeon Township – 3762
- Porter Township – 3750
- Lockport Township – 3729
- Nottawa Township – 3685
- Hanover Township – 3662
- Leroy Township – 3659
- Woodstock Township – 3608
- Sherman Township – 3444
- Buchanan Township – 3436
- Coldwater Township – 3406
- Colon Township – 3325
- Lake Charter Township – 3316
- Fabius Township – 3311
- Summerfield Township – 3176
- Marshall Township – 3157
- Milton Township – 3128
- Franklin Township – 3063
- Jefferson Township (Comté de Hillsdale) – 3063
- Liberty Township – 3059
- Silver Creek Township – 3051
- Rollin Township – 3035
- London Township – 2984
- Union Township – 2942
- Waterloo Township – 2931
- Homer Township – 2896
- Mason Township – 2891
- Baroda Township – 2835
- Norvell Township – 2800
- Newton Township – 2781
- Chikaming Township – 2778
- Concord Township – 2755
- Parma Township – 2668
- Burr Oak Township – 2639
- Tompkins Township – 2618
- Bertrand Township – 2611
- Jefferson Township (Comté de Cass) – 2590
- Mendon Township – 2581
- Wayne Township – 2576

## Historique de vote
| Année | Poste     | Résultats               |
| ----- | --------- | ----------------------- |
| 2000  | Président | Gore 61,0 % - 37,0 %    |
| 2004  | Président | Kerry 59,0 % - 41,0 %   |
| 2008  | Président | Obama 64,0 % - 35,0 %   |
| 2012  | Président | Obama 61,0 % - 38,0 %   |
| 2016  | Président | Clinton 50,0 % - 46,0 % |
| 2020  | Président | Biden 51,0 % - 47,0 %   |

## Liste des Représentants du district
| Membre                          | Parti       | Années                                | Congrès        | Histoire électorale | Zone géographique |
| ------------------------------- | ----------- | ------------------------------------- | -------------- | --- | ----------------- |
| District établit le 4 mars 1863 |             |                                       |                | |                   |
| Augustus C. Baldwin (en)        | Démocrate   | 4 mars 1863 - 3 mars 1865             | 38e            | Élu en 1862. perd sa réélection. | 1863–1873         |
| Rowland E. Trowbridge (en)      | Républicain | 4 mars 1865 - 3 mars 1869             | 38e - 40e      | Élu en 1864. Réélu en 1866. perd sa renomination. | 1863–1873         |
| Omar D. Conger (en)             | Républicain | 4 mars 1869 - 3 mars 1873             | 41e , 42e      | Élu en 1868. Réélu en 1870. Redécoupage vers le 7e district. | 1863–1873         |
| Wilder D. Foster (en)           | Républicain | 4 mars 1873 - 20 septembre 1873       | 43e            | Redécoupage depuis le 4e district et réélu en 1872. Décès. | 1873–1883         |
| Vacant                          | Vacant      | 20 septembre 1873 - 1er décembre 1873 | 43e            | | 1873–1883         |
| William B. Williams (en)        | Républicain | 1er décembre 1873 - 3 mars 1877       | 43e , 44e      | Élu pour terminer le mandat de Foster. Réélu en 1874. Retrait. | 1873–1883         |
| John W. Stone (en)              | Républicain | 4 mars 1877 - 3 mars 1881             | 45e , 46e      | Élu en 1876. Réélu en 1878. Retrait. | 1873–1883         |
| George W. Webber (en)           | Républicain | 4 mars 1881 - 3 mars 1883             | 47e            | Élu en 1880. Retrait. | 1873–1883         |
| Julius Houseman (en)            | Démocrate   | 4 mars 1883 - 3 mars 1885             | 48e            | Élu en 1882. Retrait. | 1883–1893         |
| Charles C. Comstock (en)        | Démocrate   | 4 mars 1885 - 3 mars 1887             | 49e            | Élu en 1884. Retrait. | 1883–1893         |
| Melbourne H. Ford (en)          | Démocrate   | 4 mars 1887 - 3 mars 1889             | 50e            | Élu en 1886. perd sa réélection. | 1883–1893         |
| Charles E. Belknap (en)         | Républicain | 4 mars 1889 - 3 mars 1891             | 51e            | Élu en 1888. Retrait. | 1883–1893         |
| Melbourne H. Ford (en)          | Démocrate   | 4 mars 1891 - 20 avril 1891           | 52e            | Élu en 1890. Décès. | 1883–1893         |
| Vacant                          | Vacant      | 20 avril 1891 - 3 novembre 1891       | 52e            | | 1883–1893         |
| Charles E. Belknap (en)         | Républicain | 3 novembre 1891 - 3 mars 1893         | 52e            | Élu pour terminer le mandat de Ford. perd sa réélection. | 1883–1893         |
| George F. Richardson (en)       | Démocrate   | 4 mars 1893 - 3 mars 1895             | 53e            | Élu en 1892. Retrait. | 1893–1903         |
| William Alden Smith             | Républicain | 4 mars 1895 - 9 février 1907          | 54-5954e - 59e | Élu en 1894. Réélu en 1896. Réélu en 1898. Réélu en 1900. Réélu en 1902. Réélu en 1904. Réélu en 1906. Démissionne lorsqu'élu Sénateur des États-Unis. | 1893–1903         |
| William Alden Smith             | Républicain | 4 mars 1895 - 9 février 1907          | 54-5954e - 59e | Élu en 1894. Réélu en 1896. Réélu en 1898. Réélu en 1900. Réélu en 1902. Réélu en 1904. Réélu en 1906. Démissionne lorsqu'élu Sénateur des États-Unis. | 1903–1913         |
| Vacant                          | Vacant      | 9 février 1907 - 17 mars 1908         | 59e , 60e      | |                   |
| Gerrit J. Diekema (en)          | Républicain | 17 mars 1908 - 3 mars 1911            | 60e , 61e      | Élu pour terminer le mandat de Smith. Réélu en 1908. perd sa réélection. |                   |
| Edwin F. Sweet (en)             | Démocrate   | 4 mars 1911 - 3 mars 1913             | 62e            | Élu en 1910. perd sa réélection. |                   |
| Carl E. Mapes (en)              | Républicain | 4 mars 1913 - 12 décembre 1939        | 63e - 76e      | Élu en 1912. Réélu en 1914. Réélu en 1916. Réélu en 1918. Réélu en 1920. Réélu en 1924. Réélu en 1926. Réélu en 1928. Réélu en 1930. Réélu en 1932. Réélu en 1934. Réélu en 1936. Réélu en 1938. Décès.                                                           | 1913–1933         |
| Carl E. Mapes (en)              | Républicain | 4 mars 1913 - 12 décembre 1939        | 63e - 76e      | Élu en 1912. Réélu en 1914. Réélu en 1916. Réélu en 1918. Réélu en 1920. Réélu en 1924. Réélu en 1926. Réélu en 1928. Réélu en 1930. Réélu en 1932. Réélu en 1934. Réélu en 1936. Réélu en 1938. Décès.                                                           | 1933–1943         |
| Vacant                          | Vacant      | 12 décembre 1939 - 19 février 1940    | 76e            | |                   |
| Bartel J. Jonkman               | Républicain | 19 février 1940 - 3 janvier 1949      | 76e - 80e      | Élu pour terminer le mandat de Mapes. Réélu en 1940. Réélu en 1942. Réélu en 1944. Réélu en 1946. perd sa renomination. |                   |
| Bartel J. Jonkman               | Républicain | 19 février 1940 - 3 janvier 1949      | 76e - 80e      | Élu pour terminer le mandat de Mapes. Réélu en 1940. Réélu en 1942. Réélu en 1944. Réélu en 1946. perd sa renomination. | 1943–1953         |
| Gerald Ford                     | Républicain | 3 janvier 1949 - 6 décembre 1973      | 81e - 93e      | Élu pour terminer le mandat de 1950. Réélu en 1952. Réélu en 1954. Réélu en 1956. Réélu en 1958. Réélu en 1960. Réélu en 1962. Réélu en 1964. Réélu en 1966. Réélu en 1968. Réélu en 1970. Réélu en 1972. Démissionne pour devenir Vice-Président des États-Unis. |                   |
| Gerald Ford                     | Républicain | 3 janvier 1949 - 6 décembre 1973      | 81e - 93e      | Élu pour terminer le mandat de 1950. Réélu en 1952. Réélu en 1954. Réélu en 1956. Réélu en 1958. Réélu en 1960. Réélu en 1962. Réélu en 1964. Réélu en 1966. Réélu en 1968. Réélu en 1970. Réélu en 1972. Démissionne pour devenir Vice-Président des États-Unis. | 1953–1963         |
| Gerald Ford                     | Républicain | 3 janvier 1949 - 6 décembre 1973      | 81e - 93e      | Élu pour terminer le mandat de 1950. Réélu en 1952. Réélu en 1954. Réélu en 1956. Réélu en 1958. Réélu en 1960. Réélu en 1962. Réélu en 1964. Réélu en 1966. Réélu en 1968. Réélu en 1970. Réélu en 1972. Démissionne pour devenir Vice-Président des États-Unis. | 1963–1973         |
| Gerald Ford                     | Républicain | 3 janvier 1949 - 6 décembre 1973      | 81e - 93e      | Élu pour terminer le mandat de 1950. Réélu en 1952. Réélu en 1954. Réélu en 1956. Réélu en 1958. Réélu en 1960. Réélu en 1962. Réélu en 1964. Réélu en 1966. Réélu en 1968. Réélu en 1970. Réélu en 1972. Démissionne pour devenir Vice-Président des États-Unis. | 1973–1983         |
| Vacant                          | Vacant      | 6 décembre 1973 - 18 février 1974     | 93e            | |                   |
| Richard Vander Veen             | Démocrate   | 18 février 1974 - 3 janvier 1977      | 93e , 94e      | Élu pour terminer le mandat de Ford. Réélu en 1974. perd sa réélection. |                   |
| Harold S. Sawyer (en)           | Republican  | 3 janvier 1977 - 3 janvier 1985       | 95e - 98e      | Élu en 1976. Réélu en 1978. Réélu en 1980. Réélu en 1982. Retrait. |                   |
| Harold S. Sawyer (en)           | Republican  | 3 janvier 1977 - 3 janvier 1985       | 95e - 98e      | Élu en 1976. Réélu en 1978. Réélu en 1980. Réélu en 1982. Retrait. | 1983–1993         |
| Paul B. Henry (en)              | Republican  | 3 janvier 1985 - 3 janvier 1993       | 99e - 102e     | Élu en 1984. Réélu en 1986. Réélu en 1988. Réélu en 1990. Redécoupage vers le 3e district. |                   |
| James Barcia (en)               | Démocrate   | 3 janvier 1993 - 3 janvier 2003       | 103e - 107e    | Élu en 1992. Réélu en 1994. Réélu en 1996. Réélu en 1998. Réélu en 2000. Retrait pour se présenter comme Sénateur d'État. | 1993–2003         |
| Dale Kildee (en)                | Démocrate   | 3 janvier 2003 - 3 janvier 2013       | 108e - 112e    | Redécoupage depuis le 9e district et réélu en 2002. Réélu en 2004. Réélu en 2006. Réélu en 2008. Réélu en 2010. Retrait. | 2003–2013         |
| Dan Kildee                      | Démocrate   | 3 janvier 2013 - 3 janvier 2023       | 113e - 117e    | Élu en 2012. Réélu en 2014. Réélu en 2016. Réélu en 2018. Réélu en 2020. Redécoupage vers le 8e district. | 2013–2023         |
| Tim Walberg                     | Republican  | 3 janvier 2023 - Présent              | 118e           | Redécoupage depuis le 7e district et réélu en 2022. | 2023–Présent      |

## Résultats des récentes élections
Voici les résultats des dix précédents cycles électoraux dans le district.

### 2004
| Élection de 2004 du 5e district congressionnel du Michigan | Élection de 2004 du 5e district congressionnel du Michigan | Élection de 2004 du 5e district congressionnel du Michigan | Élection de 2004 du 5e district congressionnel du Michigan | Élection de 2004 du 5e district congressionnel du Michigan |
| ---------------------------------------------------------- | ---------------------------------------------------------- | ---------------------------------------------------------- | ---------------------------------------------------------- | ---------------------------------------------------------- |
| Parti                                                      | Parti                                                      | Candidat                                                   | Votes                                                      | %                                                          |
|                                                            | Démocrate                                                  | Dale Kildee (en) (sortant)                                 | 208 163                                                    | 67,17                                                      |
|                                                            | Républicain                                                | Myrah Kirkwood                                             | 96 934                                                     | 31,28                                                      |
|                                                            | Vert                                                       | Harley Mikkelson                                           | 2 468                                                      | 0,80                                                       |
|                                                            | Libertarien                                                | Clin Foster                                                | 2 350                                                      | 0,76                                                       |
| Total des votes                                            | Total des votes                                            | Total des votes                                            | 309 915                                                    | 100 %                                                      |
|                                                            | Les Démocrates conservent                                  |                                                            |                                                            |                                                            |

### 2006
| Élection de 2006 du 5e district congressionnel du Michigan | Élection de 2006 du 5e district congressionnel du Michigan | Élection de 2006 du 5e district congressionnel du Michigan | Élection de 2006 du 5e district congressionnel du Michigan | Élection de 2006 du 5e district congressionnel du Michigan |
| ---------------------------------------------------------- | ---------------------------------------------------------- | ---------------------------------------------------------- | ---------------------------------------------------------- | ---------------------------------------------------------- |
| Parti                                                      | Parti                                                      | Candidat                                                   | Votes                                                      | %                                                          |
|                                                            | Démocrate                                                  | Dale Kildee (en) (sortant)                                 | 176 171                                                    | 72,89                                                      |
|                                                            | Républicain                                                | Eric J. Klammer                                            | 60 967                                                     | 25,23                                                      |
|                                                            | Vert                                                       | Ken Mathenia                                               | 2 294                                                      | 0,95                                                       |
|                                                            | Libertarien                                                | Steve II Samoranski                                        | 2 259                                                      | 0,93                                                       |
| Total des votes                                            | Total des votes                                            | Total des votes                                            | 241 691                                                    | 100 %                                                      |
|                                                            | Les Démocrates conservent                                  |                                                            |                                                            |                                                            |

### 2008
| Élection de 2008 du 5e district congressionnel du Michigan | Élection de 2008 du 5e district congressionnel du Michigan | Élection de 2008 du 5e district congressionnel du Michigan | Élection de 2008 du 5e district congressionnel du Michigan | Élection de 2008 du 5e district congressionnel du Michigan |
| ---------------------------------------------------------- | ---------------------------------------------------------- | ---------------------------------------------------------- | ---------------------------------------------------------- | ---------------------------------------------------------- |
| Parti                                                      | Parti                                                      | Candidat                                                   | Votes                                                      | %                                                          |
|                                                            | Démocrate                                                  | Dale Kildee (en) (sortant)                                 | 221 841                                                    | 70,36                                                      |
|                                                            | Républicain                                                | Matt Sawicki                                               | 85 017                                                     | 26,96                                                      |
|                                                            | Libertarien                                                | Leonard Schwartz                                           | 4 293                                                      | 1,36                                                       |
|                                                            | Vert                                                       | Ken Mathenia                                               | 4 144                                                      | 1,31                                                       |
| Total des votes                                            | Total des votes                                            | Total des votes                                            | 315 295                                                    | 100 %                                                      |
|                                                            | Les Démocrates conservent                                  |                                                            |                                                            |                                                            |

### 2010
| Élection de 2010 du 5e district congressionnel du Michigan | Élection de 2010 du 5e district congressionnel du Michigan | Élection de 2010 du 5e district congressionnel du Michigan | Élection de 2010 du 5e district congressionnel du Michigan | Élection de 2010 du 5e district congressionnel du Michigan |
| ---------------------------------------------------------- | ---------------------------------------------------------- | ---------------------------------------------------------- | ---------------------------------------------------------- | ---------------------------------------------------------- |
| Parti                                                      | Parti                                                      | Candidat                                                   | Votes                                                      | %                                                          |
|                                                            | Démocrate                                                  | Dale Kildee (en) (sortant)                                 | 107 286                                                    | 53,04                                                      |
|                                                            | Républicain                                                | John Kupiec                                                | 89 680                                                     | 44,34                                                      |
|                                                            | Vert                                                       | Matthew de Heus J.                                         | 2 649                                                      | 1,31                                                       |
|                                                            | Libertarien                                                | Michael J. Moon                                            | 2 648                                                      | 1,31                                                       |
| Total des votes                                            | Total des votes                                            | Total des votes                                            | 202 263                                                    | 100 %                                                      |
|                                                            | Les Démocrates conservent                                  |                                                            |                                                            |                                                            |

### 2012
| Élection de 2012 du 5e district congressionnel du Michigan | Élection de 2012 du 5e district congressionnel du Michigan | Élection de 2012 du 5e district congressionnel du Michigan | Élection de 2012 du 5e district congressionnel du Michigan | Élection de 2012 du 5e district congressionnel du Michigan |
| ---------------------------------------------------------- | ---------------------------------------------------------- | ---------------------------------------------------------- | ---------------------------------------------------------- | ---------------------------------------------------------- |
| Parti                                                      | Parti                                                      | Candidat                                                   | Votes                                                      | %                                                          |
|                                                            | Démocrate                                                  | Dan Kildee                                                 | 214 531                                                    | 65,0                                                       |
|                                                            | Républicain                                                | Jim Slezak                                                 | 103 931                                                    | 31,5                                                       |
|                                                            | Indépendant                                                | David Davenport                                            | 6 694                                                      | 2,0                                                        |
|                                                            | Libertarien                                                | Gregory Creswell                                           | 4 990                                                      | 1,5                                                        |
| Total des votes                                            | Total des votes                                            | Total des votes                                            | 330 146                                                    | 100 %                                                      |
|                                                            | Les Démocrates conservent                                  |                                                            |                                                            |                                                            |

### 2014
| Élection de 2014 du 5e district congressionnel du Michigan | Élection de 2014 du 5e district congressionnel du Michigan | Élection de 2014 du 5e district congressionnel du Michigan | Élection de 2014 du 5e district congressionnel du Michigan | Élection de 2014 du 5e district congressionnel du Michigan |
| ---------------------------------------------------------- | ---------------------------------------------------------- | ---------------------------------------------------------- | ---------------------------------------------------------- | ---------------------------------------------------------- |
| Parti                                                      | Parti                                                      | Candidat                                                   | Votes                                                      | %                                                          |
|                                                            | Démocrate                                                  | Dan Kildee (sortant)                                       | 148 182                                                    | 66,7                                                       |
|                                                            | Républicain                                                | Allen Hardwick                                             | 69 222                                                     | 31,2                                                       |
|                                                            | Libertarien                                                | Harold Jones                                               | 4 734                                                      | 2,1                                                        |
| Total des votes                                            | Total des votes                                            | Total des votes                                            | 222 138                                                    | 100 %                                                      |
|                                                            | Les Démocrates conservent                                  |                                                            |                                                            |                                                            |

### 2016
| Élection de 2016 du 5e district congressionnel du Michigan | Élection de 2016 du 5e district congressionnel du Michigan | Élection de 2016 du 5e district congressionnel du Michigan | Élection de 2016 du 5e district congressionnel du Michigan | Élection de 2016 du 5e district congressionnel du Michigan |
| ---------------------------------------------------------- | ---------------------------------------------------------- | ---------------------------------------------------------- | ---------------------------------------------------------- | ---------------------------------------------------------- |
| Parti                                                      | Parti                                                      | Candidat                                                   | Votes                                                      | %                                                          |
|                                                            | Démocrate                                                  | Dan Kildee (sortant)                                       | 195 279                                                    | 61,2                                                       |
|                                                            | Républicain                                                | Al Hardwick                                                | 112 102                                                    | 35,1                                                       |
|                                                            | Libertarien                                                | Steve Sluka                                                | 7 006                                                      | 2,2                                                        |
|                                                            | Vert                                                       | Harley Mikkelson                                           | 4 904                                                      | 1,5                                                        |
| Total des votes                                            | Total des votes                                            | Total des votes                                            | 319 291                                                    | 100 %                                                      |
|                                                            | Les Démocrates conservent                                  |                                                            |                                                            |                                                            |

### 2018
| Élection de 2018 du 5e district congressionnel du Michigan | Élection de 2018 du 5e district congressionnel du Michigan | Élection de 2018 du 5e district congressionnel du Michigan | Élection de 2018 du 5e district congressionnel du Michigan | Élection de 2018 du 5e district congressionnel du Michigan |
| ---------------------------------------------------------- | ---------------------------------------------------------- | ---------------------------------------------------------- | ---------------------------------------------------------- | ---------------------------------------------------------- |
| Parti                                                      | Parti                                                      | Candidat                                                   | Votes                                                      | %                                                          |
|                                                            | Démocrate                                                  | Dan Kildee (sortant)                                       | 164 502                                                    | 59,5                                                       |
|                                                            | Républicain                                                | Travis Wines                                               | 99 265                                                     | 35,9                                                       |
|                                                            | Working Class (en)                                         | Kathy Goodwin                                              | 12 646                                                     | 4,6                                                        |
| Total des votes                                            | Total des votes                                            | Total des votes                                            | 276 413                                                    | 100 %                                                      |
|                                                            | Les Démocrates conservent                                  |                                                            |                                                            |                                                            |

### 2020
| Élection de 2020 du 5e district congressionnel du Michigan | Élection de 2020 du 5e district congressionnel du Michigan | Élection de 2020 du 5e district congressionnel du Michigan | Élection de 2020 du 5e district congressionnel du Michigan | Élection de 2020 du 5e district congressionnel du Michigan |
| ---------------------------------------------------------- | ---------------------------------------------------------- | ---------------------------------------------------------- | ---------------------------------------------------------- | ---------------------------------------------------------- |
| Parti                                                      | Parti                                                      | Candidat                                                   | Votes                                                      | %                                                          |
|                                                            | Démocrate                                                  | Dan Kildee (sortant)                                       | 196 599                                                    | 54,4                                                       |
|                                                            | Républicain                                                | Tim Kelly                                                  | 150 772                                                    | 41,8                                                       |
|                                                            | Working Class (en)                                         | Kathy Goodwin                                              | 8 180                                                      | 2,3                                                        |
|                                                            | Libertarien                                                | James Harris                                               | 5 481                                                      | 1,5                                                        |
| Total des votes                                            | Total des votes                                            | Total des votes                                            | 361 032                                                    | 100 %                                                      |
|                                                            | Les Démocrates conservent                                  |                                                            |                                                            |                                                            |

### 2022
| Primaire Républicaine de 2022 du 5e district congressionnel du Michigan | Primaire Républicaine de 2022 du 5e district congressionnel du Michigan | Primaire Républicaine de 2022 du 5e district congressionnel du Michigan | Primaire Républicaine de 2022 du 5e district congressionnel du Michigan | Primaire Républicaine de 2022 du 5e district congressionnel du Michigan |
| ----------------------------------------------------------------------- | ----------------------------------------------------------------------- | ----------------------------------------------------------------------- | ----------------------------------------------------------------------- | ----------------------------------------------------------------------- |
| Parti                                                                   | Parti                                                                   | Candidat                                                                | Votes                                                                   | %                                                                       |
|                                                                         | Républicain                                                             | Tim Walberg (sortant)                                                   | 67 582                                                                  | 67,2                                                                    |
|                                                                         | Républicain                                                             | Sherry O'Donnell                                                        | 32 886                                                                  | 32,7                                                                    |

| Primaire Démocrate de 2022 du 5e district congressionnel du Michigan | Primaire Démocrate de 2022 du 5e district congressionnel du Michigan | Primaire Démocrate de 2022 du 5e district congressionnel du Michigan | Primaire Démocrate de 2022 du 5e district congressionnel du Michigan | Primaire Démocrate de 2022 du 5e district congressionnel du Michigan |
| -------------------------------------------------------------------- | -------------------------------------------------------------------- | -------------------------------------------------------------------- | -------------------------------------------------------------------- | -------------------------------------------------------------------- |
| Parti                                                                | Parti                                                                | Candidat                                                             | Votes                                                                | %                                                                    |
|                                                                      | Démocrate                                                            | Bart Goldberg                                                        | 39 971                                                               | 100 %                                                                |

| Élection de 2022 du 5e district congressionnel du Michigan | Élection de 2022 du 5e district congressionnel du Michigan | Élection de 2022 du 5e district congressionnel du Michigan | Élection de 2022 du 5e district congressionnel du Michigan | Élection de 2022 du 5e district congressionnel du Michigan |
| ---------------------------------------------------------- | ---------------------------------------------------------- | ---------------------------------------------------------- | ---------------------------------------------------------- | ---------------------------------------------------------- |
| Parti                                                      | Parti                                                      | Candidat                                                   | Votes                                                      | %                                                          |
|                                                            | Républicain                                                | Tim Walberg (sortant)                                      | 198 020                                                    | 62,4                                                       |
|                                                            | Démocrate                                                  | Bart Goldberg                                              | 110 946                                                    | 35,0                                                       |
|                                                            | Libertarien                                                | Norman Peters                                              | 5129                                                       | 1,6                                                        |
|                                                            | Indépendant                                                | Ezra Scott                                                 | 3162                                                       | 1,0                                                        |
| Total des votes                                            | Total des votes                                            | Total des votes                                            | 317 257                                                    | 100 %                                                      |
|                                                            | Les Républicains conservent                                |                                                            |                                                            |                                                            |

### 2024
| Primaire Républicaine de 2022 du 5e district congressionnel du Michigan | Primaire Républicaine de 2022 du 5e district congressionnel du Michigan | Primaire Républicaine de 2022 du 5e district congressionnel du Michigan | Primaire Républicaine de 2022 du 5e district congressionnel du Michigan | Primaire Républicaine de 2022 du 5e district congressionnel du Michigan |
| ----------------------------------------------------------------------- | ----------------------------------------------------------------------- | ----------------------------------------------------------------------- | ----------------------------------------------------------------------- | ----------------------------------------------------------------------- |
| Parti                                                                   | Parti                                                                   | Candidat                                                                | Votes                                                                   | %                                                                       |
|                                                                         | Républicain                                                             | Tim Walberg (sortant)                                                   | 81 651                                                                  | 100%                                                                    |

| Primaire Démocrate de 2022 du 5e district congressionnel du Michigan | Primaire Démocrate de 2022 du 5e district congressionnel du Michigan | Primaire Démocrate de 2022 du 5e district congressionnel du Michigan | Primaire Démocrate de 2022 du 5e district congressionnel du Michigan | Primaire Démocrate de 2022 du 5e district congressionnel du Michigan |
| -------------------------------------------------------------------- | -------------------------------------------------------------------- | -------------------------------------------------------------------- | -------------------------------------------------------------------- | -------------------------------------------------------------------- |
| Parti                                                                | Parti                                                                | Candidat                                                             | Votes                                                                | %                                                                    |
|                                                                      | Démocrate                                                            | Libbi Urban                                                          | 36 087                                                               | 100 %                                                                |

| Élection de 2022 du 5e district congressionnel du Michigan | Élection de 2022 du 5e district congressionnel du Michigan | Élection de 2022 du 5e district congressionnel du Michigan | Élection de 2022 du 5e district congressionnel du Michigan | Élection de 2022 du 5e district congressionnel du Michigan |
| ---------------------------------------------------------- | ---------------------------------------------------------- | ---------------------------------------------------------- | ---------------------------------------------------------- | ---------------------------------------------------------- |
| Parti                                                      | Parti                                                      | Candidat                                                   | Votes                                                      | %                                                          |
|                                                            | Républicain                                                | Tim Walberg (sortant)                                      | 269 215                                                    | 65,7                                                       |
|                                                            | Démocrate                                                  | Libbi Urban                                                | 134 282                                                    | 32,8                                                       |
|                                                            | Vert                                                       | James Bronke                                               | 6379                                                       | 1,6                                                        |
| Total des votes                                            | Total des votes                                            | Total des votes                                            | 409 876                                                    | 100 %                                                      |
|                                                            | Les Républicains conservent                                |                                                            |                                                            |                                                            |